# Phalium coronadoi
Phalium coronadoi är en snäckart som först beskrevs av Joseph Charles Hippolyte Crosse 1867.  Phalium coronadoi ingår i släktet Phalium och familjen hjälmsnäckor. Inga underarter finns listade i Catalogue of Life.